# Thomas Schmitz (Organist)
Thomas Schmitz (* 1971 in Köln) ist ein deutscher Organist.

## Leben
Schmitz war zunächst Schüler von Domorganist Andreas Meisner in Altenberg. Nach dem Abitur am Städtischen Hölderlin-Gymnasium in Köln 1990 folgte das Studium der Kirchenmusik an der Musikhochschule Stuttgart im Fach Orgel bei  Ludger Lohmann und im Fach Improvisation bei Willibald Bezler. Danach belegte Schmitz ein künstlerisches Aufbaustudium für das Cembalo bei  Jon Laukvik. Weiterhin folgten Meisterkurse bei Michael Radulescu, Daniel Roth, Ewald Kooiman, Marie-Claire Alain, Robert Hill, Jean Boyer und anderen, die die Ausbildung ergänzten. 
Neben seiner Konzerttätigkeit als Organist im In- und Ausland ist Schmitz gefragt als Kammermusikpartner. Von einigen Konzerten liegen CD-Aufnahmen vor, unter anderem mit Werken von Bach, Liszt, Dupré (Symphonie-Passion), Brahms und Karg-Elert. Ein besonderer Schwerpunkt seiner Konzerttätigkeit liegt in der Improvisation. Seit 1990 ist Schmitz kirchenmusikalisch tätig in Köln, Oppenweiler und Nürtingen.
Von 2000 bis 2003 war Thomas Schmitz Dekanatskirchenmusiker in Freudenstadt (Schwarzwald), wo er eine Lehrtätigkeit im Rahmen der diözesanen Kirchenmusiker-Ausbildung übernahm. 
Seit Februar 2003 ist Schmitz Domorganist am Hohen Dom zu Münster in Westfalen und hat seit 2011 einen Lehrauftrag an der Musikhochschule Münster inne.